# 織田高長
織田 高長（おだ たかなが）は、江戸時代前期の大名。大和国宇陀松山藩2代藩主。官位は従四位下・侍従。高長系織田家初代。
なお、「織田高長像」（氷上町公民館蔵）は、天保期に描かれたものである。

## 生涯
天正18年（1590年）、織田信雄の五男として誕生。
父・信雄の改易後、始めは長兄・秀雄、次いで細川忠興、さらに前田利常の許に身を寄せた。前田家時代、前田配下の部将として、大坂夏の陣に参加している。一説によれば、細川家に身を寄せていたときは長岡主膳を称し、藪政一の娘と結婚し、豊前龍王城主になっていたという。慶長16年（1611年）に細川家を去り、前田家に身を寄せた。
上野国小幡藩主であった四兄・信良が寛永3年（1626年）5月に死去すると、父・信雄は高長を前田家から呼び戻し、まだ二歳だった甥・信昌の後見にあたらせた。寛永6年（1629年）4月、従四位下侍従に叙任される。寛永7年（1630年）、父・信雄の死去に伴い、信雄の事実上の隠居料であった大和宇陀松山3万1200石を相続する。これに対し、上野小幡藩主であった信昌の家臣団からは、宇陀領も信昌家のものである、とする異論が幕府に出されるが、幕府は宇陀領を独立させて高長の相続を認めた。
寛永7年（1630年）12月、大御所徳川秀忠の使者として上洛する。一方、3代将軍・徳川家光の使者は高家旗本の吉良義冬であった。この人選は、織田家と徳川家の親密さおよび江戸幕府内での織田家の家格の高さを示すものである。秀忠の次男で血縁上、織田信長の大甥にあたる忠長の正室は兄の信良の娘であり、『徳川実紀』には、秀忠の長男で3代将軍の徳川家光の名家優遇の逸話として、当時まだ無官であった高長の子の長頼を、信長の子孫にあたることを理由に、正月に単独で拝賀させたことを記している。
寛永9年（1632年）、信雄の菩提寺を建立し、信雄の法名の徳源院から徳源寺とした。万治2年（1659年）12月23日、隠居して次男・長頼に家督を譲る。以後、一岩と号した。
延宝2年（1674年）8月18日、大和松山にて死去、享年83。松山・徳源寺に埋葬された。後に織田家の柏原転封にともなって、信雄から信武まで4代の遺骸は摠見寺の寺域であった安土城跡の長谷川秀一邸跡に改葬された。4代の宝塔は現存している。

## 系譜
- 父：織田信雄
- 母：久保三右衛門娘
- 妻：藪政一娘
- 妻：富田氏娘
  - 次男：織田長頼
  - 三男：織田長政
  - 五男：津田頼房
- 生母不明の子女
  - 長男：津田勝広 - 長頼の庶兄。娘に生駒則親室、孫に生駒則正
  - 四男：織田信久 - 織田信昌の養子
  - 女子：杉原重長継室
  - 三女：織田政時正室
  - 五女：織田一之正室
  - 女子：土方氏陣室
  - 女子：平野長政正室